# بوگوچال
شهر بوگوچال (به روسی: Богучар) در کشور روسیه و در اوبلاست وورونژ واقع شده‌است.

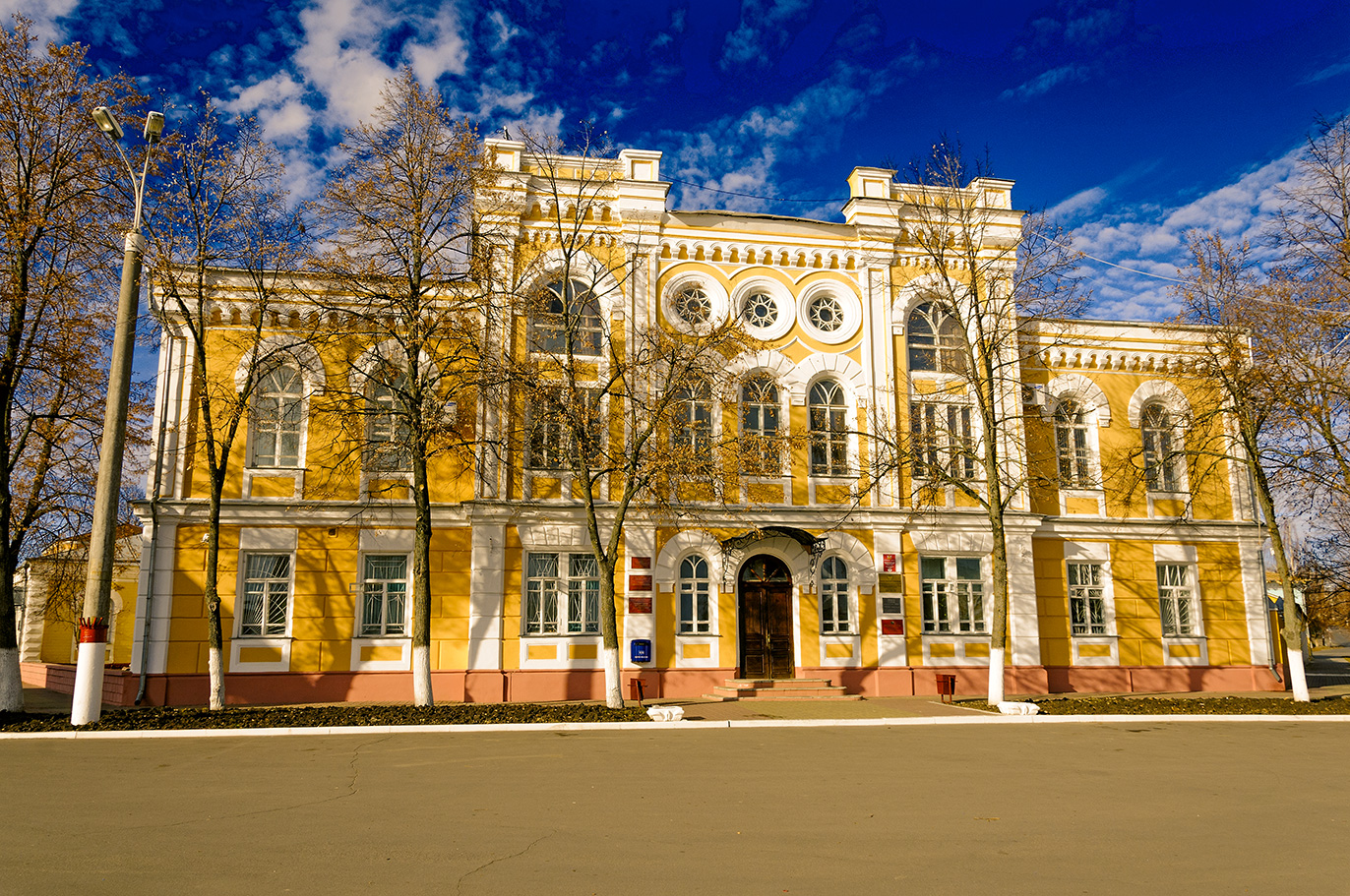